# 劉漢儒 (嘉靖進士)
劉漢儒（1530年—1603年），字文卿，號憲吾，更號思魯，河南開封府陳州沈丘縣人，民籍，明朝政治人物。

## 生平
嘉靖三十七年（1558年）戊午科河南鄉試第四十九名舉人，三十八年（1559年）中式己未科會試第二百九十四名，三甲第五十九名進士。授滑县知县，调濬县知县，颇有政绩，县民为其立生祠。升兵部武选司主事，升员外郎、郎中，参与兵部《九边图说》的编纂。出为山西按察司副使，升山西布政使司右参政、兵备云中，随刑部左侍郎王宗沐阅视宣府、大同、山西边防，万历三年（1575年）三月开始修筑新城堡，称永安堡，四年（1576年）十二月落成，论劾大同总兵郭琥，升浙江按察使、浙江右布政使，十年（1582年）杭州兵变，协同应天巡抚张佳胤平息变乱，调福建左布政使，调雲南左布政使，引疾致仕。

## 家族
曾祖劉德；祖父劉釗；父劉東，母普氏。具慶下。弟劉漢傑。